# Syedra scamba
Syedra scamba là một loài nhện trong họ Linyphiidae.
Loài này thuộc chi Syedra. Syedra scamba được George Hazelwood Locket miêu tả năm 1968.